# Pseudopediasia amathusia
Pseudopediasia amathusia là một loài bướm đêm trong họ Crambidae.